# C.J. Bolland
C.J. Bolland lub CJ Bolland, właśc. Christian Jay Bolland (ur. 18 czerwca 1971 w Stockton-on-Tees) – belgijski DJ, producent muzyczny i remikser brytyjskiego pochodzenia. Aktywny od końca lat 80.

## Życiorys

### Początki
Urodził się 18 czerwca 1971 w Stockton-on-Tees w Anglii. Gdy miał trzy lata przeniósł się w rodzicami do Belgii; prowadzili oni w Antwerpii klub, w którym matka była didżejką. Dorastał słuchając muzyki elektronicznej, w tym utworów Jean-Michela Jarre’a. Na początki kariery największy wpływ wywarła nowa belgijska muzyka undergroundowa lat 80., a zwłaszcza takie zespoły jak: Front 242, The Neon Judgement, Klinik, grające muzykę spod znaku new wave, electro i EBM. W 1988 roku zaczął produkować nagrania, kiedy znajomy perkusista dał mu dostęp do odpowiedniego sprzętu. Jego pierwsze próby muzyczne były emitowane w belgijskim programie radiowym Liasons Dangereuses. Złożyły się na nie cotygodniowe prezentacje domowych utworów demo. Pewnego dnia jego produkcje zostały wysłane do R&S Records, wytwórni techno z siedzibą w Gandawie, która ostatecznie zgodziła się podpisać kontrakt z muzykiem.

### Profesjonalna kariera
Pierwszym jego wydawnictwem pod szyldem R&S było nagranie „Do That Dance” z 1989 roku. Przez kolejne pięć lat nagrał szereg singli pod pseudonimami: The Project, Pulse, Sonic Solution, Ravesignal, Space Opera, Schism i CJ Bolland. Jego EP-ka Ravesignal III z 1991 roku (a zwłaszcza pochodzący z niej utwór „Horsepower”) przyniosły mu rozgłos wśród nowej, światowej społeczności tanecznej. W 1992 roku ukazał się jego debiutancki album, Fourth Sign, zawierający takie utwory jak „Camargue” i „Night Breed”, które okazały się punktem odniesienia dla muzyki elektronicznej lat 90., a dla niego samego stały się odskocznią do występów na całym świecie, od Japonii i Australii przez Europę po Stany Zjednoczone. Jako producent muzyczny realizował w latach 1993–1994 nagrania takich wykonawców jak: Mundo Muzique, Dave Angel i Joey Beltram, a także remiksy, między innymi dla Orbitalu, The Prodigy, Svena Vätha, Westbama, Baby Forda i Tori Amos. W 1995 roku wydał swój drugi album pod szyldem R&S, Electronic Highway. W tym samym roku wytwórnia !K7 Records wydała jego didżejski mix DJ-Kicks: C.J. Bolland, który zapoczątkował jej serię DJ-Kicks. Rok później opuścił R&S i podpisał kontrakt na 5 albumów z Internal/Polygram. Pierwszym z tych albumów był The Analogue Theatre z 1996 roku. Spotkał się on z uznaniem krytyków. Pochodzący z niego singiel „Sugar Is Sweeter”, przyniósł Bollandowi rozgłos na całym świecie dochodząc do 1. miejsca na liście Dance Club Songs tygodnika Billboard i do 1. na liście Dance Singles w Wielkiej Brytanii.
W 2000 roku założył własną wytwórnię płytową Mole, by być wolnym jako muzyk i móc decydować, co i kiedy się ukaże. W 2003 roku rozpoczął współpracę z Tomem Barmanem z belgijskiego zespołu dEUS w projekcie Magnus. W rezultacie powstał album The Body Gave You Everything (2004).

## Dyskografia
Na podstawie strony artysty na Discogs:

### Albumy studyjne
- The 4th Sign (1992)
- Electronic Highway (1995)
- The Analogue Theatre (1996)
- The 5th Sign (2006)
- 500€ Cocktail (2009)

### Albumy nagrane z innymi artystami
- The Body Gave You Everything (2004) z Tomem Barmanem

### EP-ki
- The Ravesignal (1990)
- Ravesignal 2 (1990)
- The Ravesignal III (1991)
- Live at Universe 30-04-93 (1993)
- The Starship Universe E.P. (1995)
- Broken Showroom 1 (2012)
- The Fire (2020)

### Miksy didżejskie
- DJ-Kicks: C.J. Bolland (1995)
- Live @ LoveZoo (1996, kaseta)
- Style Stage 2 (Into The Techno) (1997)
- Genetic Vol.1 (...Mutations) (1998)